# アンビュランス (2022年の映画)
『アンビュランス』（Ambulance）は、2022年のアクションスリラー映画。
製作・監督はマイケル・ベイ、脚本はクリス・フェダック、出演はジェイク・ギレンホール、ヤーヤ・アブドゥル＝マティーン2世、エイザ・ゴンザレスなど。2005年のデンマークの映画『25ミニッツ』の英語版リメイクである。
なお、原題の“Ambulance”は救急車を意味する。

## ストーリー
アメリカはロサンゼルス。元軍人のウィル（ウィリアム・シャープ）は妻の手術のために保険会社に連絡するも、保険金が下りずにいた。
しかし、手術のために231,000ドルが必要なウィルは養子縁組の兄弟であり、カリスマ犯罪者で兄のダニー（ダニエル・シャープ）に連絡を取り、金を借りようと頼む。だが、「もっと稼げる」というダニーの言葉と共に、フェデラル銀行から運び出される予定の3200万ドルの銀行強盗に参加させられる。
メンバーで運転手のランダッツォが運転するトラックはフェデラル銀行に到着。順調に進んでいた強盗、しかしそこに行員をナンパするために銀行にやってきた新人警察官ザックを店内に入れたが最後、銀行前の通りを舞台に壮絶な銃撃戦が始まり、強盗メンバーのランダッツォやメル・ギブソンは、SIS（Special Investigation Section：特別捜査課）らの応戦により死亡する。
ダニーとウィルは、ウィルの誤射によって被弾したザックを乗せた救急車を強奪する。こうして人質として救急救命士キャムと瀕死の警察官ザックを乗せながらLAを舞台にした逃走劇が始まる。
ザックの血圧が落ちたため、救命士の知人である外科医とライブカメラで指示をしてもらい、手術をすることになる。警察のヘリを銃撃してダメージを与えたダニー達は、裏社会のボスであるパピに頼み込んで別の救急車を複数走らせ、さらに部下カルロスに自分達の救急車をグリーン色に塗装させることで、警察の追跡から逃れようとする。
マーク巡査と揉みあいになり、裏社会のボスであるパピの息子・ロベルトが死亡。パピの所に逃げ込んだものの、息子を殺されたパピと揉めることになり、ダニーはボスを射殺。キャムは誤ってウィルを撃ってしまい、再び救急車で警察から逃走することになる。
病院前に到着し、警察に取り囲まれる中、ウィルを撃ったのがキャムであることが判明する。ダニーは拳銃をキャムに突きつけ、それを救うべく弟ウィルによってダニーは撃たれてしまう。ウィルの妻が必死の叫びを上げ、救命士のキャムと警察官マークによって、ウィルは病院に運び込まれる。
キャムは混乱する現場からバッグを持ち出し、ウィルから託された金を約束通りにウィルの妻エイミーに渡し、先日搬送した少女リンジーの見舞いへと向かった所で、物語は終わりを告げる。

## キャスト
※括弧内は日本語吹替。

### 主要人物
ダニエル（ダニー）・シャープ
演 - ジェイク・ギレンホール（高橋広樹）
指名手配中の銀行強盗犯。
ウィリアム（ウィル）・シャープ
演 - ヤーヤ・アブドゥル＝マティーン2世（諏訪部順一）
ダニーの弟。シャープ家の養子。
カミーユ（キャム）・トンプソン
演 - エイザ・ゴンザレス（山村響）
救急医療隊員
ザックLAPD巡査
演 - ジャクソン・ホワイト
マークの相棒の新人警官。ダニーらの人質に。

### 警察
モンローLAPD警部
演 - ギャレット・ディラハント（神奈延年）
現場の指揮官。
アンソン・クラーク
演 - キーア・オドネル（木下浩之）
FBI捜査官。ダニーのかつての友人。同性婚した夫との関係に問題あり。
ダズギグLAPD警部補
演 - オリヴィア・スタンブーリア（田村聖子）
モンローの補佐。
マークLAPD巡査
演 - セドリック・サンダース
警官。ザックの相棒。

### ダニーの部下
カストロ
演 - ワーレイ・フォラーリン（後藤光祐）
ダニーの部下。
メル・ギブソン
演 - デヴァン・チャンドラー・ロング
ダニーの仲間。名前はアメリカの有名俳優から付けたニックネーム。
ランダッツォ
演 - ランダッツォ・マーク
ダニーの仲間。逃走車両の運転手。
ヴィクター
演 - ヴィクター・ゴジカジ
ダニーの仲間。
トレント
演 - ブレンダン・ミラー
ダニーの仲間。ウィルを不必要に挑発したりサンダルで銀行強盗に臨んだりと、不遜な態度が目立つ。

### 裏社会の住人
パピ
演 - A・マルティネス（森功至）
裏社会のボス。
ロベルト
演 - ジェシー・ガルシア
パピの息子。
ジーザス
演 - ホセ・パブロ・カンティージョ
パピの右腕。

### その他
エイミー・シャープ
演 - モーゼス・イングラム
ウィリアムの妻。
スコット救急救命士
演 - コリン・ウッデル
キャムの相棒の新人救命士。
リンジー
演 - ブリエラ・ギザ
キャムが助けた少女。

## 製作

### 音楽
2021年7月、ローン・バルフは本作の作曲を担当すると発表した。8月までに、本作の音楽はロンドンのアビー・ロード・スタジオにて制作された。

## 公開
『アンビュランス』は2022年4月8日にユニバーサル・ピクチャーズによってアメリカで公開された。
ロシアでは2022年4月7日に劇場公開される予定だったが、同年2月に発生したロシアによるウクライナ侵攻を受けて、同国での劇場上映を一時保留にすることを同年3月1日に発表した。
日本では、東宝東和の配給で、アメリカよりも2週間早い3月25日から全国公開された。

## 作品の評価
Rotten Tomatoesによれば、243件の評論のうち高評価は68%にあたる166件で、平均点は10点満点中5.8点、批評家の一致した見解は「トップスピードでサイレンを鳴り響かせながら、『アンビュランス』はマイケル・ベイのアクション・スリルが不足している緊急事態に直面中の観客のために救助に駆けつける。」となっている。
Metacriticによれば、55件の評論のうち、高評価は27件、賛否混在は21件、低評価は7件で、平均点は100点満点中55点となっている。